# Hesz Máté
Hesz Máté (Budapest, 1976. január 28. –) junior világbajnok vízilabdázó, sporttisztviselő.

## Pályafutása
2005-től a Sportklub munkatársa, 2010-től főszerkesztője volt. Később a Magyar Vízilabda Szövetség kommunikációs vezetője, majd 2016 novemberétől főtitkára volt. 2019 januárjától a Békéscsabai VK szakmai igazgatója lett.

## Családja
Hesz Mihály olimpiai bajnok kajakozó és Gyarmati Andrea olimpiai ezüstérmes úszó, gyermekorvos fia, Gyarmati Dezső olimpiai bajnok vízilabdázó és Székely Éva olimpiai bajnok úszó unokája. Felesége D. Tóth Kriszta újságíró volt, akivel 2003 tavaszán házasodtak össze és 2005-ben váltak el.

## Eredményei
- Junior világbajnok (1995)
- Junior Európa-bajnok (1992)
- ifjúsági Európa-bajnok (1993)
- KEK-győztes (1995, 1998, 2002)
- Magyar bajnok (1996, 2000)
- Magyar bajnoki ezüstérmes (1999, 1995, 2002, 2003, 2004)
- Magyar Kupa-győztes (1996–1997, 2002, 2004)

## Díjai, elismerései
- Kiváló Ifjúsági Sportoló (1995)